# ファーストパンチ
『ファーストパンチ』は、2012年1月14日公開の日本映画。

## 概要
未来ある若手の役者と、溢れる才能を持つクリエーターの融合から生み出される、ショートムービーのオムニバス作品を上映するプロジェクト『ショートトライアルプロジェクト2011』の第三弾。『日韓アートフェスティバル2011』『ゆうばり国際ファンタスティック映画祭2012』にて、招待上映された。

## ストーリー
子供の頃か、自ら何かをしようとしたことがない、草食系男子の大学生のタルオ。
サークルで知り合った知恵から、美和の恋愛相談を聞いているうちに、恋心を抱くようになる。
そんな中、美和がサークルの飲み会で飲みつぶれてしまい、無防備な姿をさらしてしまう。美和の姿を前に興奮を抑えられない同級生たちは、知恵のスカートをもめくろうとする。隅から見届けるしかなかったタルオの中で、ある感情が芽生え始める。

## キャスト
- タルオ - 田島匠悟[1][2]
- 知恵 - 戸田比呂子[1][2]
- 川崎優樹[1][2]
- 清水雄也[1][2]
- 籾井洋太[1][2]

## スタッフ
- 監督・脚本 - 前田万吉[1][2]
- プロデューサー - 伊藤主税 [1][2]
- アシスタントプロデューサー - 宮下昇・蓮本剛[1][2]